# Turnovská stupňovina
Turnovská stupňovina je geomorfologický okrsek v severovýchodní části Turnovské pahorkatiny, ležící v okresech Jičín, Semily a Jablonec nad Nisou. Území okrsku vymezují na severu sídla Malá Skála a Turnov, zúžený pás okrsku směřuje na jihovýchod přes Rovensko pod Troskami a Libuň až zhruba po Jinolice.

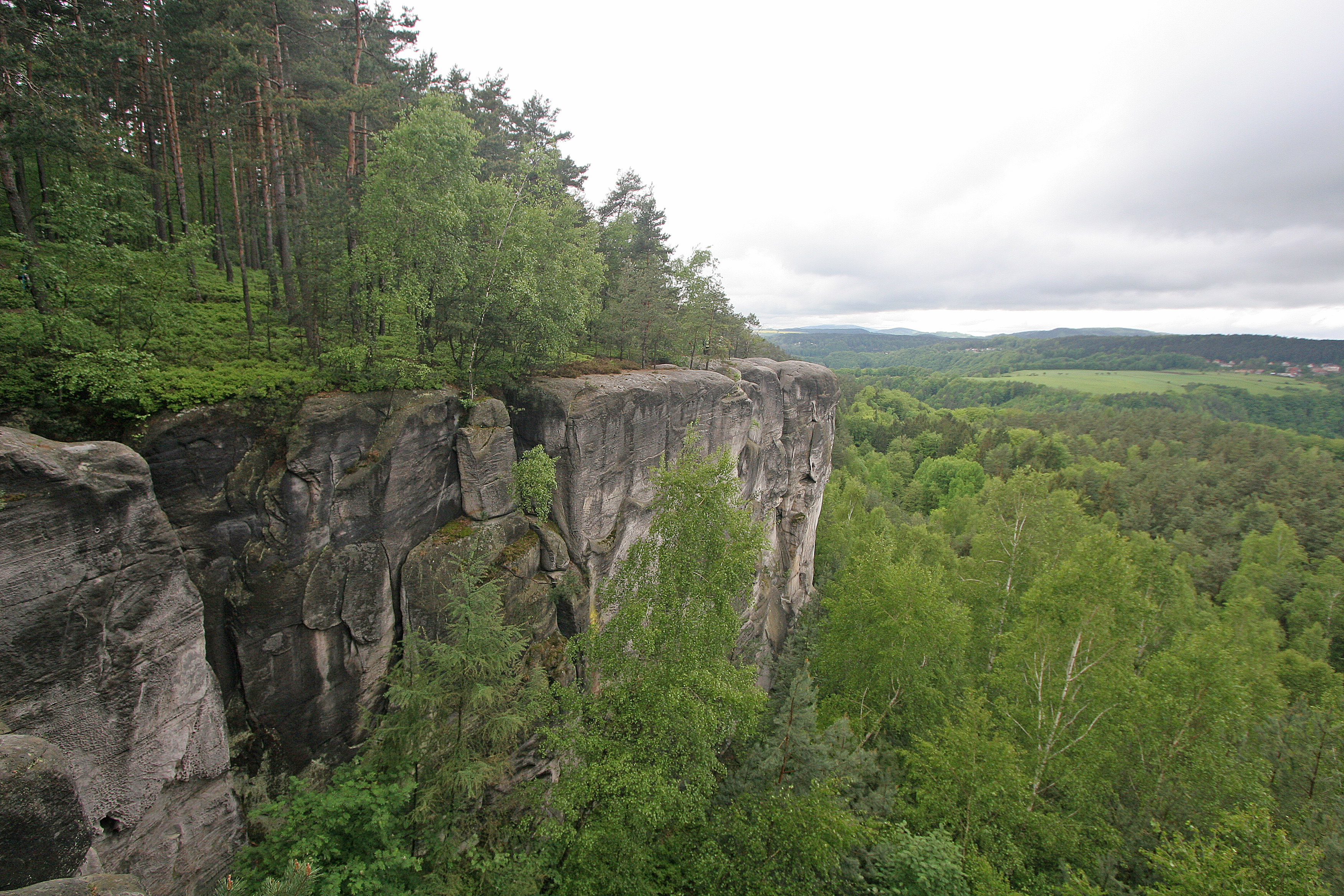
Klokočské skály – pohled z okraje kuesty na Rovenskou brázdu

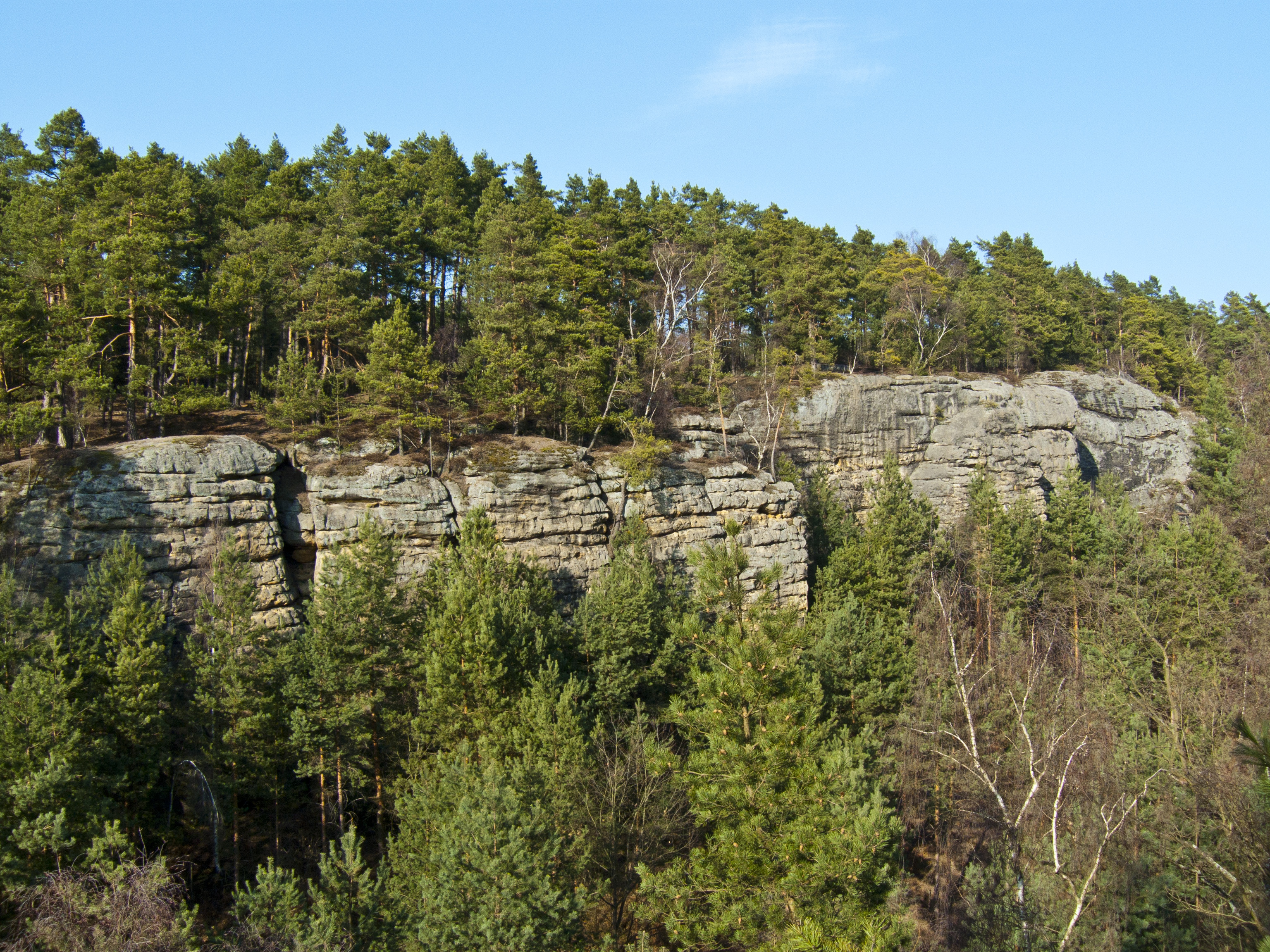
Borecké skály

## Geomorfologické členění
Okrsek Turnovská stupňovina náleží do celku Jičínská pahorkatina a podcelku Turnovská pahorkatina. Dále se člení na podokrsky Sokolská vrchovina na severu, Klokočsko-rovenské kuesty na severu a v centru, Rovenská brázda při severovýchodním okraji a Libuňská brázda při jihozápadním okraji. Stupňovina sousedí s dalšími okrsky Turnovské pahorkatiny (Českodubská pahorkatina a Mnichovohradišťská kotlina na severozápadě, Vyskeřská vrchovina na západě až jihu, Jičínská kotlina na jihovýchodě) a s Ještědsko-kozákovským hřbetem na severu až východě.

## Významné vrcholy
Nejvyšším vrcholem Turnovské stupňoviny je Sokol (563 m n. m.).
- Sokol (563 m), Sokolská vrchovina
- Drábovna (465 m), Sokolská vrchovina
- Klokočské skály (458 m), Klokočsko-rovenské kuesty
- Zbiroh (452 m), Sokolská vrchovina
- Čertí kopeček (433 m), Rovenská brázda
- Dubecko (399 m), Klokočsko-rovenské kuesty
- Javornická horka (373 m), Libuňská brázda
- Bor (360 m), Klokočsko-rovenské kuesty